# Silvaplana
Silvaplana (Reto-Romaans: Silvaplauna) is een gemeente in het Zwitserse bergdal Oberengadin en behoort tot het kanton Graubünden.
De gemeente wordt gevormd door het dorp Silvaplana en de gehuchten Champfèr en Surlej. Ten oosten van de plaats liggen twee grote bergmeren. De "Silvaplaner See" en "Champfèrer See" zijn tot ver in de lente bevroren. Silvaplana is het beginpunt van de weg naar de historische Julierpas. Deze 2284 meter hoge pasweg verbindt het Engadin met de noordelijker gelegen steden Thusis en Chur.
De gemeente trekt het gehele jaar toeristen aan. 's Zomers kan men er wandelen door de uitgestrekte naaldbossen en over de vele gemarkeerde bergpaden. De windrijke meren zijn uitermate geschikt voor surfers en zeilers. In de winter is het geliefd bij wintersporters en kan er onder andere geskied worden op de Corvatschgletscher.